# Сульфид иридия(II)
Сульфид иридия(II) — неорганическое соединение, 
соль металла иридия и сероводородной кислоты с формулой IrS, тёмно-синие кристаллы,
не растворяется в воде.

## Получение
- Действие паров серы на нагретый иридий:

{\displaystyle {\mathsf {Ir+S\ {\xrightarrow {T}}\ IrS}}}

## Физические свойства
Сульфид иридия(II) образует тёмно-синие кристаллы,
не растворяется в воде и кислотах, растворяется в сульфиде калия.